# Bahujana hitaya bahujana sukhaya

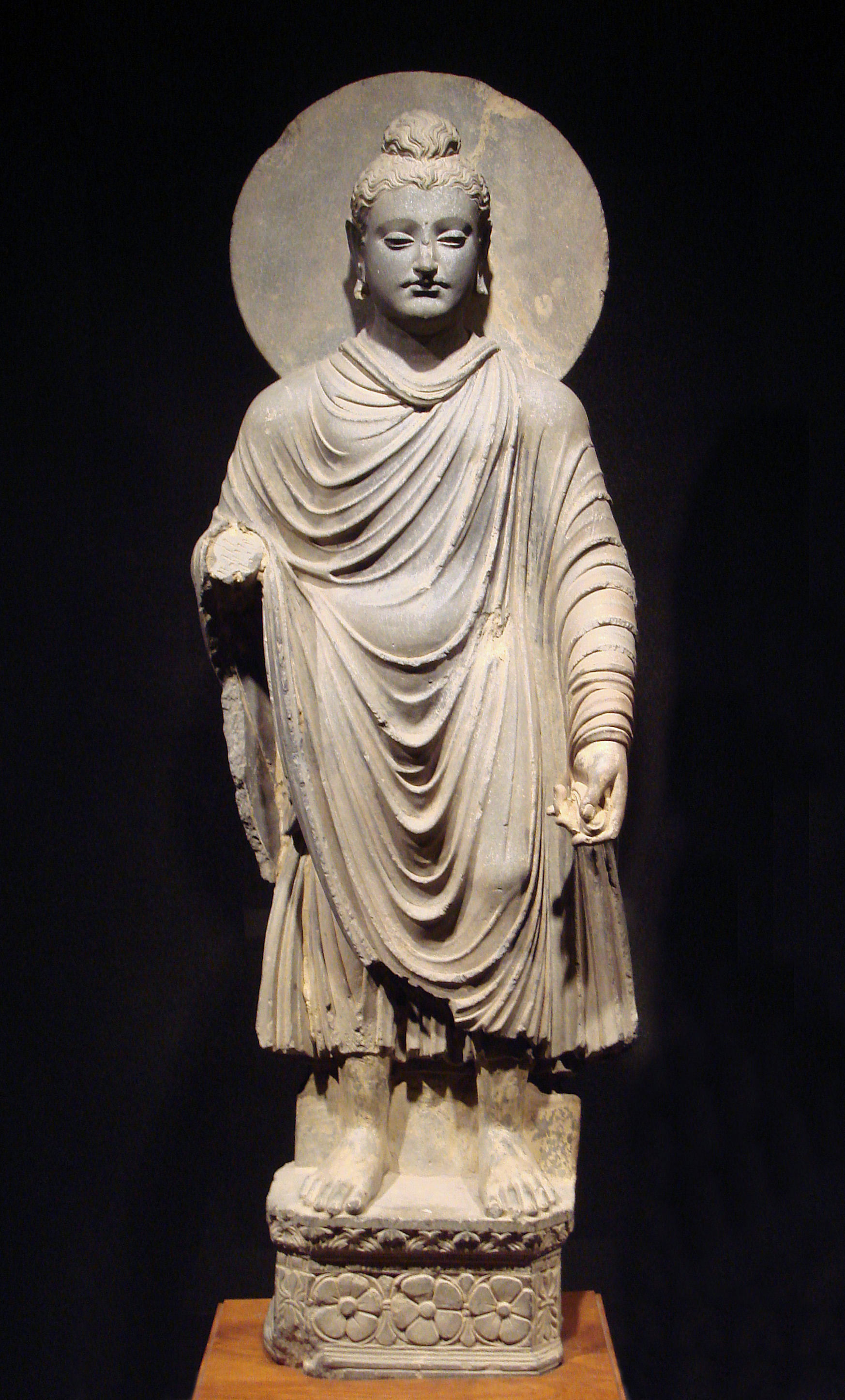
Buda en el instruyó a sus discípulos a trabajar por el bienestar y la felicidad de las masas bajo el lema Bahujana sukhaya bahujana hitaya cha.

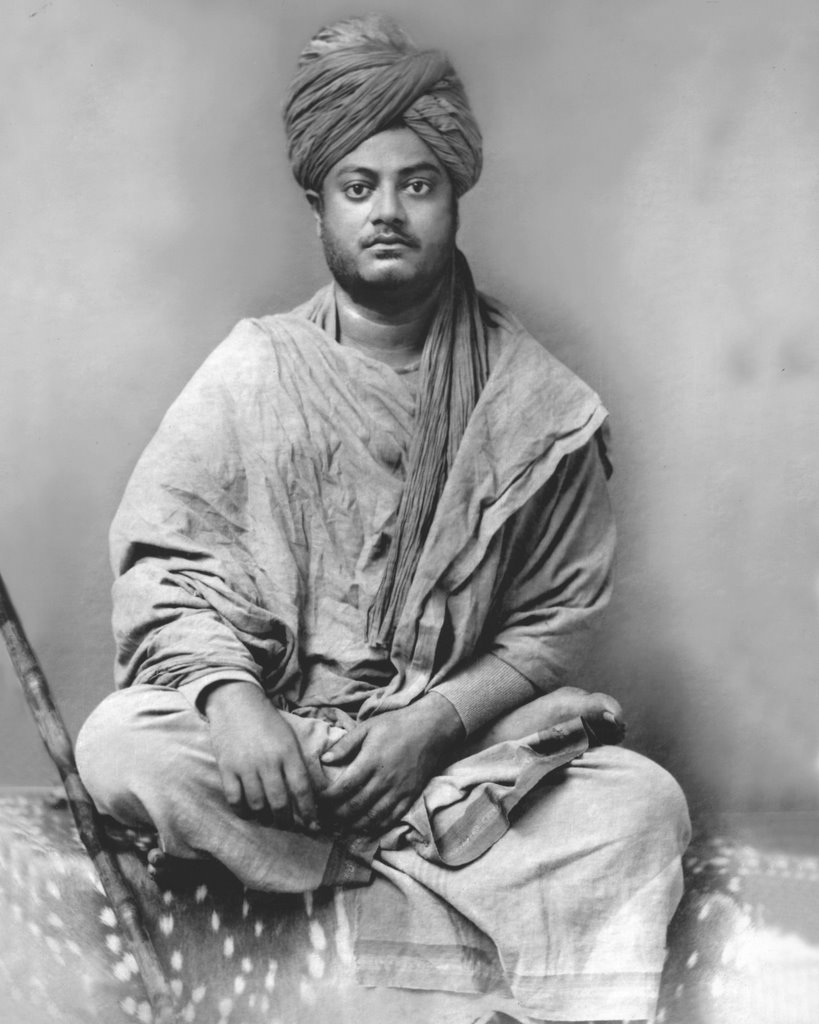
Las enseñanzas de Swami Vivekananda nos inducen a realizar nuestras acciones de una manera inteligente y heroica, remarcando la importancia de la fortaleza física y espiritual para poder actuar por el bienestar y la felicidad de la humanidad.

Bahujana hitaya bahujana sukhaya ("Por el bienestar de muchos, por la felicidad de muchos") es un adagio o aforismo enunciado en el Rigveda en lenguaje Sánscrito.
El Hinduismo define cinco ideas básicas en la filosofía tradicional y la quinta es la idea de "bienestar de muchos, felicidad de muchos".
Buda en el siglo V a. C., instruyó a sus discípulos a trabajar por el bienestar y la felicidad de las masas bajo este mismo lema. Muchos otros también se han referido a este lema, como por ejemplo el famoso monje hindú Swami Vivekananda y Sri Aurobindo quien defendió la independencia de la India. 
Este lema es también utilizado por All India Radio (AIR), la emisora nacional de la India, y está representado en su emblema . El aforismo no sólo es la filosofía y tradición del budismo, sino que también es la de los Paria de la India.

## Explicación

### En el Rigveda
El Rigveda expone este aforismo el cual sirve a dos objetivos, la liberación del alma y la prosperidad en el mundo. Pero no es solo esto, sino que es mucho más extenso que solo referirse al bienestar de la sociedad como bien común, y a la subordinación de los intereses particulares por el bien de todos. Vishnugupta, popularmente conocido como Chanakia y Kautilia, quien fue ministro y artífice del Imperio Maurya en el siglo IV a. C., teorizó más a fondo, y tomando como principio base a este aforismo, desarrolló un tratado llamado “Artha-shastra”, que es el primer documento de la India en tratar el arte de gobernar, la política económica y la estrategia militar.
La perspectiva que desarrolla Kautilia nos presenta al "Estado como una necesidad institucional para el progreso humano" y a partir de esto prescribe en detalle todas las acciones que deberían llevarse a cabo por parte de la persona que tenga la tarea de gobernar el estado. Su elaboración sobre el principal lema de la filosofía hindú, "bahujana sukhaya, bahujana hitaya" cuyo significado es "el bienestar público reside en la felicidad de las masas" fue interpretado con la siguiente teoría.

 Shloka en Sánscrito: 
```
"Praja sukhe sukham rajyaha prajanamcha hitehitam, Natma priyyam hitam rajanaha prajanam cha hitam priyam."
```

Traducción: 
```
"En la felicidad de su pueblo descansa la felicidad del rey, y en su bienestar el bienestar de ellos. Él no debería considerar algo como bueno sólo porque le agrade, debería hacerlo en función a lo que le agrade al pueblo."
```

### En el Hinduismo
El Hinduismo define en su tradición filosófica cinco conceptos básicos a seguir, y el quinto es el concepto de "bienestar y felicidad de muchos". Este concepto no le permite a los hindúes tener conflictos entre sus variadas clases sociales. La base de esta doctrina es para el bien de la humanidad, y en particular para aquellos sectores más castigados. Swami Vivekananda también remarcó este aspecto como un mensaje para toda la humanidad.

### En el Budismo
Buda Gautama luego de obtener la iluminación dio varias instrucciones a sus discípulos. La primera de ellas fue "Dhamma Chakka Pavattana Sutta" que significa "la rotación de la rueda del Dharma", que fue interpretada como "bahujana hitaya-bahujana sukhaya". Para Buda, de acuerdo a sus aforismos, el exceso de ostentación y el exceso de trabajo deberían ser evitados para poder alcanzar el bienestar y la prosperidad de la humanidad. Como estos dos enfoques no pueden ser llevados a la práctica, fue esencial adoptar "mujjhima patipada", o sea un curso medio que guíe al bienestar y al progreso en la vida. Esta enseñanza forma el núcleo en la semilla del árbol del "budismo que en sus varias ramas contienen flores y frutos plenos de entendimiento e iluminación".

### Según Vivekananda
Vivekananda con el propósito de proveer una visión más estética a este aforismo dijo, que el iluminado nunca espera los frutos de sus acciones ni busca su propia felicidad, en cambio realiza las acciones por el bienestar de otros. Él también observó que una sensibilidad social ayuda a lograr un notorio cambio en la sociedad, que llevan a beneficiarla con una vida más placentera y ordenada. Él enfatizó que es necesario un despertar heroico, en el que todos tendrían que estar preparados para sacrificarse por lo que es correcto, y así producir un cambio radical en la sociedad, y esto es logrado esencialmente a través de Mahashakti (fuerza divina).

### El lema de "All India Radio"
Akashavani, que quiere decir "voz celestial", es "All India Radio (AIR)", la radio emisora nacional de la India, la cual fue establecida en 1930 con el lema "Bahujana Hitaya, Bahujana Sukhaya". Trabajando con este lema, AIR ha estado sirviendo a las masas de la nación en los campos de la educación, información y entretenimiento; es una de las más grandes instituciones en el mundo. El emblema de AIR está inscripta con la palabra Akashavani en la base y con el lema a los costados.